# Kaskadien

Kaskadien erstreckt sich über die US-Bundesstaaten Washington und Oregon und die kanadische Provinz British Columbia

Kaskadien (engl. und span. Cascadia) ist eine Region im Pazifischen Nordwesten Nordamerikas, die durch die Kaskadenkette von den umliegenden trockeneren Klimaregionen abgegrenzt wird. Sie umfasst Gebiete des kanadischen British Columbia und der US-Bundesstaaten Washington und Oregon, mit dem Ballungsgebiet um Vancouver und Seattle sowie entlang der Interstate 5.

Flagge der kaskadischen Unabhängigkeits- und Umweltbewegung

Es hat immer wieder Bestrebungen gegeben, in der Region einen unabhängigen Staat zu errichten. Schon der US-Präsident Thomas Jefferson, der 1803 die Lewis-und-Clark-Expedition zur Erkundung der Gegend dorthin entsandte, verfolgte diese Idee, die bis heute in verschiedenen Sezessionsbewegungen und Initiativen für weitgehende Zusammenarbeits- und Partizipationsprozesse Ausdruck findet, und sich auch in den Ökotopia-Romanen von Ernest Callenbach widerspiegelt. Im Zuge dessen wird die Region wiederholt mit dem Bioregionalismus in Verbindung gebracht.